# Сурадираджа, Герман
Герман Сурадираджа (индон. Herman Suradiradja; 14 октября 1947, Сукабуми — 6 июня 2016) — индонезийский шахматист; гроссмейстер (1978).
В составе сборной Индонезии участник четырёх олимпиад (1966, 1972, 1978—1980).
Лучшие результаты в международных соревнованиях: Сингапур (1975) и Люблин (1976) — 1—2-е; Приморско (1977) — 1-е; Пловдив (1978) — 1—2-е места.

## Спортивные достижения
| Год  | Город        | Турнир                       | + | − | = | Результат | Место |
| ---- | ------------ | ---------------------------- | - | - | - | --------- | ----- |
| 1966 | Гавана       | 17-я Олимпиада               | 1 | 2 | 4 | 3 из 7    |       |
| 1972 | Скопье       | 20-я Олимпиада               | 3 | 3 | 4 | 5 из 10   |       |
| 1978 | Буэнос-Айрес | 23-я Олимпиада               | 2 | 3 | 7 | 5½ из 12  |       |
| 1980 | Валлетта     | 24-я олимпиада               | 4 | 2 | 5 | 6½ из 11  |       |
| 1986 | Дубай        | 6-й командный чемпионат Азии | 5 | 2 | 2 | 6 из 9    | 3     |

## Изменения рейтинга
| Графики недоступны из-за технических проблем. См. информацию на Фабрикаторе и на mediawiki.org. |